# سناج

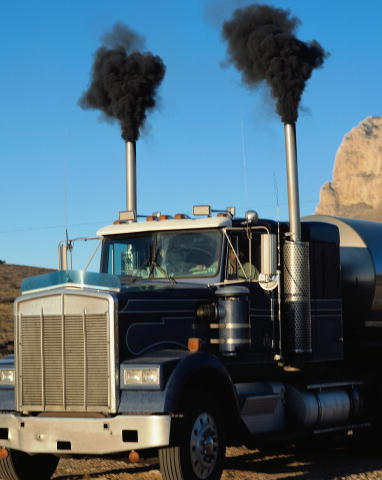
سناج صادر من مدخنة شاحنة تعمل على الديزل.

السِّنَاج (أو هباب الفحم أو السخام أو الشحّار) هو تعبير عام يشير إلى جسيمات الكربون الناتجة عن الاحتراق غير الكامل للهيدروكربونات أو النواتج الثانوية لقطران الفحم وقد استبدل تدريجياً في تجارة الأصباغ بأسود الكربون، وخصوصاً في الولايات المتحدة، حيث يتفوق هذا عليه بشدة الصبغ وخواص الألوان. لكنه مايزال مقوماً مهماً جدا من أجل التجهيزات الكهربائية وكربون الإضاءة لونه أسود رمادي ضارب إلى الزرقة أكثر مما هو أسود غامق كأسود الكربون، وهذا اللون الأسود الفولاذي مرغوب في بعض الطلاءات النهائية للمعادن وفي أقلام الرصاص. تكون هذه الجسيمات معلقة في الهواء وهي تنتج أثناء التحلل الحراري للفحم أو الخشب وغيرها. بالتالي فإن الناتج عن عملية الاحتراق عبارة عن نواتج في الطور الغازي، بالإضافة إلى باقي أسود اللون.
يحتوي السناج في الطور الغازي على هيدروكربونات عطرية متعددة الحلقات، والتي لها تأثيرات مسرطنة ومطفرة 

## اللغة
ورد ذكر السناج في لسان العرب تحت باب سنج وذلك على أنه أثر دخان السراج في الحائط. وكما علمنا ان السناج جزء من الضباب الدخاني.